# Open Handset Alliance
La Open Handset Alliance (OHA; «Alianza del Dispositivo Móvil Abierto» en inglés) es una alianza comercial de 84 compañías que se dedica a desarrollar estándares abiertos para dispositivos móviles. Algunos de sus miembros son Google, HTC, Dell, Intel, Motorola, Qualcomm, Texas Instruments, Samsung, LG, T-Mobile, Nvidia y Wind River Systems.

## Historia
La OHA se fundó el 5 de noviembre de 2007, liderada por Google con otros 34 miembros entre los que se incluían fabricantes de dispositivos móviles, desarrolladores de aplicaciones, algunos operadores de comunicaciones y fabricantes de chips.

## Productos
Al mismo tiempo que se anunciaba la formación de la Open Handset Alliance el 5 de noviembre de 2007, la OHA presentó Android, una plataforma de código libre para teléfonos móviles basada en el núcleo operativo Linux. Una beta del SDK fue lanzada para desarrolladores el 12 de noviembre de 2007. Basado en una licencia de código libre, compite contra otras plataformas móviles propietarias de Apple, Microsoft, Nokia, Palm, BlackBerry (compañía) y Bada.
El primer teléfono comercialmente disponible con Android fue el T-Mobile G1 (también conocido como HTC Dream). Fue aprobado por la FCC el 18 de agosto de 2008, y salió a la venta el 22 de octubre.

## Miembros
Los miembros de la Open Handset Alliance son:
| Fecha de Ingreso    | Operadores                                                                                              | Compañías de software | Compañías de comercialización                                                | Fabricantes de semiconductores | Fabricantes de dispositivos |
| ------------------- | --- | --- | ---------------------------------------------------------------------------- | --- | --- |
| Miembros fundadores | - China Mobile - KDDI Corporation - NTT DoCoMo - Sprint Nextel - T-Mobile - Telecom Italia - Telefónica | - Ascender Corporation - eBay - Esmertec - Google - LivingImage - Myriad - NMS Communications - Nuance Communications - PacketVideo - SkyPop - SONiVOX | - Aplix - Noser Engineering - The Astonishing Tribe - Wind River Systems     | - Audience - Broadcom Corporation - Intel Corporation - Marvell Technology Group - Nvidia Corporation - Qualcomm - SiRF Technology Holdings - Synaptics - Texas Instruments | - HTC Corporation - LG - Sony - Motorola (Ahora Motorola Mobility) - Samsung Electronics                                                                                 |
| diciembre de 2008   | - Vodafone - Softbank                                                                                   | | - Borqs - Omron Software - Teleca                                            | - AKM Semiconductor - ARM - Atheros Communications - EMP | - ASUS - Garmin - Huawei - Sony Mobile Communications (Como Sony Ericsson) - Toshiba - Dell                                                                              |
| mayo de 2009        | - China Unicom                                                                                          | - SVOX |                                                                              | | |
| junio de 2009       | | |                                                                              | | - Acer |
| septiembre de 2009  | | |                                                                              | - MIPS Technologies | |
| enero de 2010       | - Bouygues Telecom                                                                                      | | - Sasken Communication Technologies Limited                                  | | - ZTE |
| mayo de 2010        | | - NXP Software |                                                                              | | |
| julio de 2010       | | - Access |                                                                              | - MediaTek | |
| noviembre de 2010   | | - VisualOn |                                                                              | | |
| Desconocido         | - China Telecommunications Corporation - Telus                                                          | - Cooliris - MOTOYA Co., Ltd. - OMRON | - Accenture - L&T Infotech - SQLStar International Inc. - Wipro Technologies | - Cypress Semiconductor Corporation - Freescale Semiconductor - Gemalto - Renesas Electronics Corporation - VIA Technologies                                                | - Alcatel Mobile Phones - Compal Communications - Foxconn - Haier - Kyocera - Lenovo Mobile Communication Technology Ltd. - NEC - Sharp Corporation - Saygus Corporation |